# На последнем дыхании (фильм, 1983)
«На последнем дыхании» (англ. Breathless) — американский художественный фильм 1983 года, поставленный режиссёром Джимом МакБрайдом в качестве ремейка одноимённого фильма 1960 года.

## Сюжет
Уходя от преследования по просёлочной дороге на угнанной машине, Джесси случайно убивает выстрелом следующего за ним полицейского. Без гроша в кармане, преследуемый полицией, он возвращается к своей подружке — француженке Монике, студентке. Хотя Моника всё время сомневается в разумности своих действий, она не может побороть своего влечения к молодому человеку. Они начинают проводить время вместе, занимаясь любовью, скрываясь от полицейских и воруя машины, чтобы заработать денег на бегство в Мексику.
Герой Ричарда Гира — живущий одним днём, на последнем дыхании. Он любит рок-н-ролл, угоняет машины, ворует, любит — и всё это он делает со страстью, с дикой жаждой жизни, что не может не восхищать.

## В ролях
| Актёр             | Роль                 |
| ----------------- | -------------------- |
| Ричард Гир        | Джесси               |
| Валери Каприски   | Моника               |
| Арт Метрано       | Бирнбаум             |
| Джон Райан        | лейтенант Парменталь |
| Уильям Теппер     | Пол                  |
| Гарри Гудроу      | Тони Беррутти        |
| Роберт Данн       | сержант Энрайт       |
| Эжен Лурье        | доктор Бодро         |
| Джеймс Хонг       | бакалейщик           |
| Лиза Джейн Перски | продавщица           |

## Прокат
При производственном бюджете в 7,5 млн долларов фильм собрал в прокате 19,9 млн долларов в Соединенных Штатах.

## Отзывы
Фильм получил неоднозначные отзывы; большинство критиков сомневались в правильности кастинга Валери Каприски, которая имела очень ограниченный актёрский опыт.
Кинокритик Роджер Эберт оценил фильм на 2,5 балла из 4 возможных.
Американский режиссёр Квентин Тарантино назвал его одним из своих любимых фильмов, прокомментировав: «Вот фильм, в котором есть всё, что я обожаю: комиксы, рокабилли и кино».